# 타마키 코지
타마키 코지(일본어: 玉置 浩二, 1958년 9월 13일 ~ )는 일본의 뮤지션, 배우이다.
홋카이도 아사히카와시 출신. 록 밴드 《안전지대》의 보컬리스트. 소니 뮤직 레코드 내 자주 레이블 〈SALTMODERATE〉 소속.

## 음반 목록

### 싱글
| 매   | 발매일           | 타이틀                                                        | c/w                                                                             | 비고                                  |
| ---- | ---------------- | ------------------------------------------------------------- | ------------------------------------------------------------------------------- | ------------------------------------- |
| 1st  | 1987년 7월 25일  | All I Do                                                      | Only You                                                                        |                                       |
| 2nd  | 1989년 1월 25일  | キ・ツ・イ 힘·들·어                                           | “Hen”                                                                           |                                       |
| 3rd  | 1989년 3월 25일  | 氷点 빙점                                                     | Will...                                                                         |                                       |
| 4th  | 1989년 7월 25일  | I'm Dandy                                                     | Sendenfor                                                                       |                                       |
| 5th  | 1989년 11월 20일 | 行かないで 가지 마                                            | スケジュール 스케줄                                                             |                                       |
| 6th  | 1993년 1월 30일  | コール 콜                                                     | 大切な時間(とき) 소중한 시간                                                    | 여기까지는 Kitty Records로부터의 발매 |
| 7th  | 1993년 8월 21일  | 元気な町 활발한 마을                                          | カリント工場の煙突の上に(single version) 카린토 공장 굴뚝 위에 (single version) | 여기부터는 Sony Records로부터의 발매  |
| 8th  | 1994년 11월 11일 | LOVE SONG                                                     | 星になりたい 별이 되고 싶어                                                     |                                       |
| 9th  | 1995년 6월 21일  | STAR                                                          | 正義の味方(ヒーロー) 정의의 히어로                                              |                                       |
| 10th | 1996년 5월 21일  | メロディー 멜로디                                             | 愛を伝えて 사랑을 전해                                                          |                                       |
| 11th | 1996년 7월 21일  | 田園 전원                                                     | 働こうよ 일하자                                                                 |                                       |
| 12th | 1997년 8월 6일   | MR.LONELY                                                     | FIGHT OH!                                                                       |                                       |
| 13th | 1998년 5월 21일  | ルーキー 루키                                                 | BELL                                                                            | 여기부터는 FUN HOUSE로부터의 발매     |
| 14th | 1998년 10월 3일  | HAPPY BIRTHDAY〜愛が生まれた〜 HAPPY BIRTHDAY~사랑이 태어났다 | 愛だったんだよ 사랑이었던 거야                                                  |                                       |
| 15th | 1999년 11월 3일  | 虹色だった 무지개빛이었다                                     | 夢のようだね 꿈만 같네                                                          |                                       |
| 16th | 2000년 3월 23일  | aibo                                                          | ジェスチャー 제스처                                                             |                                       |
| 17th | 2001년 3월 28일  | このリズムで 이 리듬으로                                      | 願い(LiveVersion) 소원 (LiveVersion)                                            |                                       |
| 18th | 2004년 6월 9일   | しあわせのランプ(single version) 행복의 램프 (single version) | 7:30am(single version)                                                          | 여기부터는 Sony Records로부터의 발매  |
| 19th | 2005년 1월 13일  | 愛されたいだけさ(single version) 사랑받고 싶은 것뿐이야       | 名前のない空を見上げて 이름 없는 하늘을 올려다봐                                |                                       |
| 20th | 2005년 10월 5일  | いつもどこかで 언제나 어딘가에서                              | 発散だー!! 발산이다~!!                                                          |                                       |
| 21st | 2005년 11월 2일  | プレゼント 프레젠트                                           | おいでよ 僕の国へ 이리 와요 나의 나라로                                         |                                       |
| 22nd | 2006년 3월 15일  | Lion (single version)                                         | 夜想 야상                                                                       |                                       |
| 23rd | 2007년 6월 27일  | 惑星 혹성                                                     | Monkey Trick ディララ 디라라                                                    |                                       |
| 24th | 2013년 4월 24일  | 純情 순정                                                     | 次男坊 둘째 아들 녀석                                                           |                                       |
| 25th | 2013년 11월 27일 | サーチライト 서치라이트                                       | スイカの種 수박씨                                                               |                                       |

### 앨범

#### 오리지널 앨범
| 매   | 발매일           | 타이틀                                                     | 비고 |
| ---- | ---------------- | ---------------------------------------------------------- | ---- |
| 1st  | 1987년 8월 10일  | All I Do                                                   |      |
| 2nd  | 1993년 3월 24일  | あこがれ 동경                                              |      |
| 3rd  | 1993년 9월 22일  | カリント工場の煙突の上に 카린토 공장 굴뚝 위에             |      |
| 4th  | 1994년 12월 12일 | LOVE SONG BLUE                                             |      |
| 5th  | 1996년 9월 13일  | CAFE JAPAN                                                 |      |
| 6th  | 1997년 9월 21일  | JUNK LAND                                                  |      |
| 7th  | 1998년 5월 27일  | GRAND LOVE                                                 |      |
| 8th  | 2000년 4월 26일  | ニセモノ 가짜                                              |      |
| 9th  | 2001년 3월 28일  | スペード 스페이드                                          |      |
| 10th | 2005년 2월 16일  | 今日というこの日を生きていこう 오늘이라는 이 날을 살아가자 |      |
| 11th | 2006년 4월 5일   | PRESENT                                                    |      |
| 12th | 2007년 8월 1일   | 惑星 혹성                                                  |      |
| 13th | 2014년 3월 19일  | GOLD                                                       |      |

## 출연

### 드라마
- 가로수 길의 남자~아이 러브 유부터 시작하자 (1998년, 후지 TV)
- 심한 녀석들 (1989년, TBS)
- 기묘한 이야기 (후지 TV) - 주연
  - 제3시리즈 〈하이 눈〉 (1992년)
  - 봄 특별편 〈매뉴얼 경찰〉 (1999년)
- 실록 범죄 시리즈 〈최후의 드라이브〉 (1992년, 후지 TV)
- 필리피나를 사랑한 남자들 (1992년, 후지 TV)
- 모두 꿈속 (1992년, 칸사이 TV)
- 사랑이 내리는 거리·영수증 이야기 2 (1993년, 칸사이 TV)
- 사랑과 의혹의 서스펜스 〈꿈이 돌아가는 장소〉 (1994년, 칸사이 TV)
- 최후의 탄환 (1995년, NHK)
- 대하드라마 히데요시 (1996년, NHK)
- 코치 (1996년, 후지 TV)
- 사치스러운 가족 (1996년, NHK)
- 멜로디 (1997년, NHK)
- 이런 사랑 이야기 (1997년, 후지 TV)
- 또 하나의 심장 (1997년, NHK)
- 후루하타 닌자부로 (1999년, 후지 TV)
- 맹도견 퀼의 일생 (2003년, NHK)
- 사랑의 노래 (2005년, 닛폰 TV)
- 포르티시모-다시 만날 날을 위해서- (2011년, BS 후지)
- 도쿄 밴드왜건~도시 대가족 이야기 (2013년, 닛폰 TV)